# Il sommergibile più pazzo del mondo
Il sommergibile più pazzo del mondo è un film del 1982 diretto da Mariano Laurenti.

## Trama
La marina americana vuole vendere, alla marina italiana, un vetusto sommergibile. Alle proteste italiane gli americani ammettono che il sommergibile è vetusto ma ancora molto efficiente. Da qui nascono le scalcinate avventure di un gruppo di marinai italiani a bordo di una improbabile corvetta, il Gabbiano, impegnati a individuare il sommergibile con equipaggio americano. Alla fine, l'ingegno e l'arte di arrangiarsi dei marinai italiani avranno la meglio.

## Produzione
Per tentare di ricalcare i film americani dell'epoca, fu ideato questo titolo, che si rifà esplicitamente a L'aereo più pazzo del mondo. Fu girato all'isola del Giglio, situata nel Mar Tirreno a 11 miglia dal Promontorio dell'Argentario.
Molte scene esterne dall'elicottero (sul mare e il porto militare) sono state girate a Taranto.
La corvetta Gabbiano era in realtà un battello da turismo o un traghetto passeggeri con l'aggiunta di un finto cannone a prora e di una finta mitragliera a poppa.